# Zemplínska Nová Ves
Zemplínska Nová Ves (in ungherese Zemplénújfalu) è un comune della Slovacchia facente parte del distretto di Trebišov, nella regione di Košice.